# Championnat d'Argentine de football 1961
Navigation
Saison précédente Saison suivante
La saison 1961 du Championnat d'Argentine de football est la 31e édition professionnelle de la première division argentine. Le championnat rassemble les 16 meilleures équipes du pays au sein d'une poule unique, où chaque club rencontre tous ses adversaires deux fois. En fin de saison, les deux derniers du classement sur les trois dernières saisons sont relégués et remplacés par le vainqueur de la Segunda División.
C'est le Racing Club qui termine en tête du championnat et remporte le 14e titre de champion d'Argentine de son histoire. Le club se qualifie pour la Copa Libertadores.

## Les 16 clubs participants
| \| Buenos Aires La Plata Rosario \| Villes représentées lors de la saison 1961 |
| Buenos Aires La Plata Rosario                                                  |

- Boca Juniors
- San Lorenzo de Almagro
- Ferro Carril Oeste
- River Plate
- Racing Club
- Independiente
- Rosario Central
- Lanús
- Gimnasia y Esgrima (La Plata)
- Huracán
- Chacarita Juniors
- Vélez Sársfield
- Argentinos Juniors
- Estudiantes (La Plata)
- Atlanta
- Los Andes - Promu de Segunda Division

## Compétition

### Classement
Le classement est établi en utilisant le barème suivant :
- Victoire : 2 points
- Match nul : 1 point
- Défaite, forfait ou abandon : 0 point

| Rang | Équipe                        | Pts | J  | G  | N  | P  | Bp | Bc | Diff |
| ---- | ----------------------------- | --- | -- | -- | -- | -- | -- | -- | ---- |
| 1    | Racing Club                   | 47  | 30 | 19 | 9  | 2  | 68 | 39 | +29  |
| 2    | San Lorenzo de Almagro        | 40  | 30 | 16 | 8  | 6  | 56 | 35 | +21  |
| 3    | River Plate                   | 38  | 30 | 15 | 8  | 7  | 53 | 30 | +23  |
| 4    | Atlanta                       | 37  | 30 | 13 | 11 | 6  | 49 | 34 | +15  |
| 5    | Boca Juniors                  | 35  | 30 | 14 | 7  | 9  | 57 | 33 | +24  |
| 6    | Independiente T               | 33  | 30 | 12 | 9  | 9  | 46 | 40 | +6   |
| 7    | Vélez Sársfield               | 31  | 30 | 10 | 11 | 9  | 43 | 38 | +5   |
| 8    | Chacarita Juniors             | 31  | 30 | 12 | 7  | 11 | 49 | 53 | -4   |
| 9    | Gimnasia y Esgrima (La Plata) | 28  | 30 | 12 | 4  | 14 | 56 | 53 | +3   |
| 10   | Huracán                       | 25  | 30 | 7  | 11 | 12 | 43 | 51 | -8   |
| 11   | Argentinos Juniors            | 24  | 30 | 10 | 4  | 16 | 42 | 56 | -14  |
| 12   | Lanús                         | 24  | 30 | 7  | 10 | 13 | 36 | 59 | -23  |
| 13   | Rosario Central               | 23  | 30 | 7  | 9  | 14 | 54 | 69 | -15  |
| 14   | Estudiantes (La Plata)        | 22  | 30 | 4  | 14 | 12 | 29 | 47 | -18  |
| 15   | Ferro Carril Oeste            | 21  | 30 | 8  | 5  | 17 | 38 | 55 | -17  |
| 16   | Los Andes P                   | 21  | 30 | 10 | 1  | 19 | 38 | 65 | -27  |

|  | Qualification pour la Copa Libertadores 1962      |
|  | Relégation en Segunda División                    |
|  | T : Tenant du titre P : Promu de Segunda División |

- Lanús et Los Andes sont relégués car ils possèdent la plus mauvaise moyenne de points sur les trois dernières saisons (1959, 1960 et 1961).

## Bilan de la saison
| Tableau d'Honneur                   |             |
| Compétition                         | Vainqueur   |
| Championnat d'Argentine de football | Racing Club |

| Qualifications continentales |             |
| Copa Libertadores 1962       | Racing Club |

| Promotions et relégations   |                 |
| Promu en Primera Division   | Quilmes         |
| Relégué en Segunda Division | Lanús Los Andes |